# Браун, Джонатан (искусствовед)
Джонатан Майер Браун (англ. Jonathan Mayer Brown; 15 июля 1939, Спрингфилд, Массачусетс, США — 17 января 2022, Принстон, Нью-Джерси, США) — американский искусствовед и историк искусства, профессор, специалист по истории испанского искусства, автор ряда книг и статей, посвящённых жизни и творчеству Диего Веласкеса и других художников Испании.

## Биография
Джонатан Браун родился 15 июля 1939 года в Спрингфилде (штат Массачусетс, США) в семье Леонарда Брауна (Leonard Brown) и Джин Браун, урождённой Леви (Jean Brown, née Levy). Родители Джонатана были известными коллекционерами — они собирали произведения дадаизма, сюрреализма, флюксуса и абстрактного экспрессионизма, в их коллекции были картины Джексона Поллока, Марка Ротко и Виллема де Кунинга.
Во второй половине 1950-х годов Джонатан Браун учился в Дартмутском колледже. Во время обучения он проявил интерес к испанскому языку и литературе. В 1958—1959 годах Браун провёл год в Испании, посещая занятия в Мадридском университете Комплутенсе. В этот период он заинтересовался творчеством Диего Веласкеса — в частности, этому способствовало изучение книги Хосе Ортега-и-Гассета, посвящённой художнику. В 1960 году Браун окончил Дармутский колледж, получив степень бакалавра искусств (A.B.).
Затем Браун продолжил обучение в Принстонском университете, где сначала получил степень магистра искусств (M.F.A.), а в 1964 году — степень доктора философии (Ph.D.). Его научными руководителями были Дэвид Роббинс Коффин и Джон Руперт Мартин, тема диссертации — «Севильская живопись от Пачеко до Мурильо: исследование художественного развития» (англ. Painting in Seville from Pacheco to Murillo: A study of artistic transition).
В 1965—1973 годах Браун преподавал на факультете искусства и археологии Принстонского университета, в 1971 году стал ассоциированным профессором. В 1966 году он женился на Сандре Бакер (Sandra Backer).
В 1973 году Браун был назначен директором Института изящных искусств Нью-Йоркского университета и проработал на этом посту до 1978 года. В 1977 году он получил должность профессора. В 1980—1981 годах Браун был стипендиатом Гуггенхайма, а в 1981—1982 годах — Слейдовским профессором в Оксфордском университете.
С 1984 года должность Брауна в Нью-Йоркском университете стала называться «профессор изящных искусств Карролл и Милтона Петри». В 1994 году он был Меллоновским профессором в Национальной галерее искусства в Вашингтоне.
Джонатан Браун является автором ряда монографий, каталогов и статей, посвящённых истории испанского искусства — в частности, творчеству художников Диего Веласкеса, Эль Греко, Франсиско де Сурбарана, Хусепе де Риберы, Бартоломе Эстебана Мурильо, Франсиско Гойи и других.
Джонатан Браун скончался в своём доме в Принстоне (штат Нью-Джерси) 17 января 2022 года.

## Награды, премии и почётные звания
- Премия Артура Кингсли Портера Ассоциации искусства колледжей США[англ.] (1971)[1].
- Стипендиат Гуггенхайма (1980—1981)[1][5].
- Слейдовский профессор изящных искусств[англ.] в Оксфордском университете (1981—1982)[1].
- Золотая медаль «За заслуги в изящных искусствах»[исп.] (1986)[7].
- Орден Изабеллы Католической (1986)[7].
- Член Американского философского общества (1988)[7].
- Меллоновский профессор в Национальной галерее искусства (1994)[1].
- Член Американской академии искусств и наук (1996)[7].
- Большой крест ордена Альфонсо X Мудрого (1996)[7].

## Сочинения Джонатана Брауна
- Italy and Spain, 1600—1750: Sources and documents (совместно с Робертом Энггассом), Hoboken, Prentice Hall, 1970, 239 p., ISBN 978-0135081013
- Jusepe de Ribera: Prints and drawings, Princeton University Press, 1973, 223 p., ISBN 978-0691038940
- Murillo and his drawings, Princeton University Press, 1976, 200 p., ISBN 978-0691039169
- Francisco de Zurbarán, New York, H. N. Abrams, 1974 (2-е издание — 1991), 158 p., ISBN 978-0810905498
- Images and ideas in seventeenth-century Spanish painting, Princeton University Press, 1979, 201 p., ISBN 978-0691003153
- A palace for a king: The Buen Retiro and the court of Philip IV (совместно с Джоном Эллиоттом), Yale University Press, 1986, 312 p., ISBN 978-0300036213  (2-е издание — 2003, 303 p., ISBN 978-0300101850)
- El Greco of Toledo, Toledo Museum of Art, 1982, 275 p., ISBN 978-0821215067
- Velazquez: Painter and courtier, Yale University Press, 1986 , 323 p., ISBN 978-0300034660 (2-е издание — 1988)
- The Golden Age of Painting in Spain, Yale University Press, 1991, 330 p., ISBN 978-0300047608
- Kings and connoisseurs: Collecting art in seventeenth-century Europe, Princeton University Press, 1995, 264 p., ISBN 978-0691044972
- Velázquez: The technique of genius (совместно с Кармен Гарридо), Yale University Press, 1998, 216 p., ISBN 978-0300072938
- Velázquez in New York Museums (совместно с Маркусом Бурком), The Frick Collection, 1999, 31 p.
- El Greco: Themes & Variations (совместно с Сьюзан Грейс Галасси), 2001
- Goya’s Last Works (совместно с Сьюзан Грейс Галасси), The Frick Collection and Yale University Press, 2006, 224 p., ISBN 978-0912114279
- Collected Writings on Velázquez, Yale University Press, 2008, 410 p., ISBN 978-0300144932
- The Spanish Manner: Drawings from Ribera to Goya (совместно с Сьюзан Грейс Галасси, Джоанной Ширс и Пабло Пересом д'Орсом), The Frick Collection and Scala Publishers, 2010, 208 p., ISBN 978-0912114507
- Murillo: Virtuoso draftsman, Yale University Press, 2012, 316 p., ISBN 9780300175707
- In the shadow of Velázquez: A life in art history, Yale University Press, 2014, 160 p., ISBN 978-0300203967
- No solo Velázquez, Madrid, Cátedra, 2020, 360 p., ISBN 978-8437641591